# Lista över asteroider som korsar Merkurius bana
Detta är en lista över asteroider som korsar Merkurius omloppsbana. 
Merkurius omloppsbana sträcker sig från 0,307 AU till 0,466 AU från solen. 
Några av asteroiderna korsar både Merkurius och Venus omloppsbanor.

## Korsar Merkurius omloppsbana
- 2212 Hephaistos
- 2005 HC4
- 2017 TC1
- (394130) 2006 HY51
- 2008 FF5
- 2017 MM5
- 2015 EV
- 2016 GU2
- (137924) 2000 BD19
- (374158) 2004 UL
- (394392) 2007 EP88
- 2011 KE
- (465402) 2008 HW1
- 2015 HG
- 2012 US68
- 2011 XA3
- (399457) 2002 PD43
- (386454) 2008 XM
- (431760) 2008 HE
- (276033) 2002 AJ129
- 2000 LK
- 2007 EB26
- (425755) 2011 CP4
- 1995 CR
- 2007 GT3
- 2017 AF5
- 2004 QX2
- 2011 BT59
- (289277) 2004 XY60
- 2015 KO120
- 2007 PR10
- (504181) 2006 TC
- 2013 JA36
- 2008 MG1
- 2013 HK11
- 2017 SK10
- 3200 Phaethon
- 2013 YC
- 2010 JG87
- 2015 KP157
- 2015 DU180
- 2016 XK24
- (482533) 2012 UA34
- 2016 NT22
- 2005 EL70
- 2017 HE4
- (155140) 2005 UD
- (364136) 2006 CJ
- (104150) 2000 NL10
- 2011 WN15
- 2013 WM
- (302169) 2001 TD45
- 2005 RV24
- 2008 EY68
- (141851) 2002 PM6
- (267223) 2001 DQ8
- 2015 VQ64
- 2013 AJ91
- 2017 EP22
- (259221) 2003 BA21
- 2011 YX62
- 1566 Icarus
- (89958) 2002 LY45
- (2009 HU58
- 5786 Talos
- (5064911) 2003 UW29
- 2015 RD36
- 1998 KN3
- 2007 MK6
- 2015 KJ122
- 2015 DZ53
- 2010 VA12
- 1996 BT
- 2000 WO17
- 2001 KR1
- (66391) 1999 KW4
- 2001 XS30
- 2003 MT9
- 2014 UV116
- 2003 LP6
- 2016 TE56
- 2016 PO66
- (184990) 2006 KE89
- (467372) 2004 LG
- (66253) 1999 GT3
- (471926) 2013 KN6
- (85953) 1999 FK21
- (494706) 2005 GL9
- (495829) 1995 LG
- (48990) 2008 KP
- 2017 WP28
- 137052 Tjelvar
- (136874) 1998 FH74
- (40267) 1999 GJ4
- 2017 JJ2
- 2011 GS60
- 2017 SR17
- 2013 JX28
- (331471) 1984 QY1
- 2017 UO
- (482798) 2013 QK48
- 2017 FU90
- (66063) 1998 RO1
- (164201) 2004 EC
- 2013 ND15
- (253106) 2002 UR3
- (397237) 2006 KZ112
- 2017 XR
- 2018 AW
- 2017 MM8
- (277142) 2005 LG8
- 2014 LJ21
- (163423) 2002 FB3
- (137925) 2000 BJ19
- (87684) 2000 SY2

## Tangerar Merkurius omloppsbana
- (16960) 1998 QS52
- (85989) 1999 JD6
- (68348) 2001 LO7
- (86667) 2000 FO10
- (66400) 1999 LT7
- 37655 Illapa
- (88213) 2001 AF2
- 2008 UU1
- (66146) 1998 TU3
- (24443) 2000 OG
- 5143 Heracles
- (33342) 1998 WT24
- (5660) 1974 MA
- 2001 CK32
- 2002 VE68
- 2012 XE133
- (88254) 2001 FM129
- 2101 Adonis
- 3838 Epona
- (87309) 2000 QP
- 2340 Hathor